# Fischmühle (Schwindegg)
Fischmühle ist ein Gemeindeteil der Gemeinde Schwindegg im oberbayerischen Landkreis Mühldorf am Inn.

## Lage
Der Weiler Fischmühle liegt am nördlichen Ortsrand von Schwindegg 450 Meter nordöstlich vom Schloss Schwindegg am Westufer der Goldach. Er liegt in der Luftlinie 2,2 Kilometer nördlich der Bundesautobahn A 94. Von deren Ausfahrt 16 (Schwindegg) ist Fischmühle auf einer 4,5 Kilometer langen Fahrt erreichbar.

## Bevölkerungsentwicklung
In Fischmühle gab es 1871 neun Einwohner. Im Mai 1987 lebten dort acht Einwohner in drei Wohngebäuden.
| Jahr      | 1871 | 1925 | 1950 | 1970 | 1987 |
| Einwohner | 9    | 10   | 21   | 11   | 8    |

## Wirtschaft
Die in Fischmühle 2 ansässige Firma Obermeier ist auf Anlagenbau, Schüttguttechnik und Antriebstechnik spezialisiert. Sie projektiert und errichtet befahrbare Trockungsböden für die Lagerung von landwirtschaftlichen Produkten. Diese befahrbaren Trocknungsanlagen lassen sich besonders wirtschaftlich in Kombination mit Biogasanlagen betreiben, wenn die Abwärme der Biogasanlage für die Beheizung der Trocknungsanlage eingesetzt wird.